# Baelen
Baelen (nld. Balen; wa. Bailou, Bêlou; grp. Boole) – miejscowość i gmina (commune) w Belgii, w Regionie Walońskim, w prowincji Liège, w okręgu Verviers. 1 stycznia 2024 roku liczyła 4487 mieszkańców.

## Podział administracyjny
W skład gminy wchodzi jedna dzielnica (section):
- Membach